# صفیه زغلول

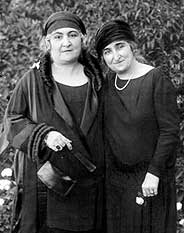
هدا شعراوی (چپ) و صفیه زغلول (راست)

صفیه فهمی معروف به صفیه زغلول (Safiya Zaghlul) (زاده ۱۸۷۶ - متوفی ۱۲ ژانویه ۱۹۴۶) فعال و انقلابی مصر، همسر سعد زغلول، ملقب به مادر ملت مصر است.
صفیه دختر مصطفی فهمی، نخست‌وزیر مصر بود که با سعد زغلول ازدواج نمود. وی فعالی فمینیست و انقلابی و از همراهان هدا شعراوی رهبر اصلی جنبش زنان در مصر بود. ملت مصر، بخاطر همراهی صفیه فهمی در مبارزات شوهرش علیه استعمار انگلیس، وی را مصر الاًم (مادر ملت مصر) لقب داده‌اند.